# Jüdischer Friedhof (Neustadtgödens)
Der Jüdische Friedhof Neustadtgödens ist ein jüdischer Friedhof in Neustadtgödens, einem Ortsteil der Gemeinde Sande im niedersächsischen Landkreis Friesland. 
Der 2.951 m² große Friedhof, auf dem sich 84 Grabsteine befinden, wurde von 1708 bis 1982 belegt. Vor 1708 wurden die Verstorbenen aus Neustadtgödens auf dem Friedhof in Wittmund beerdigt.

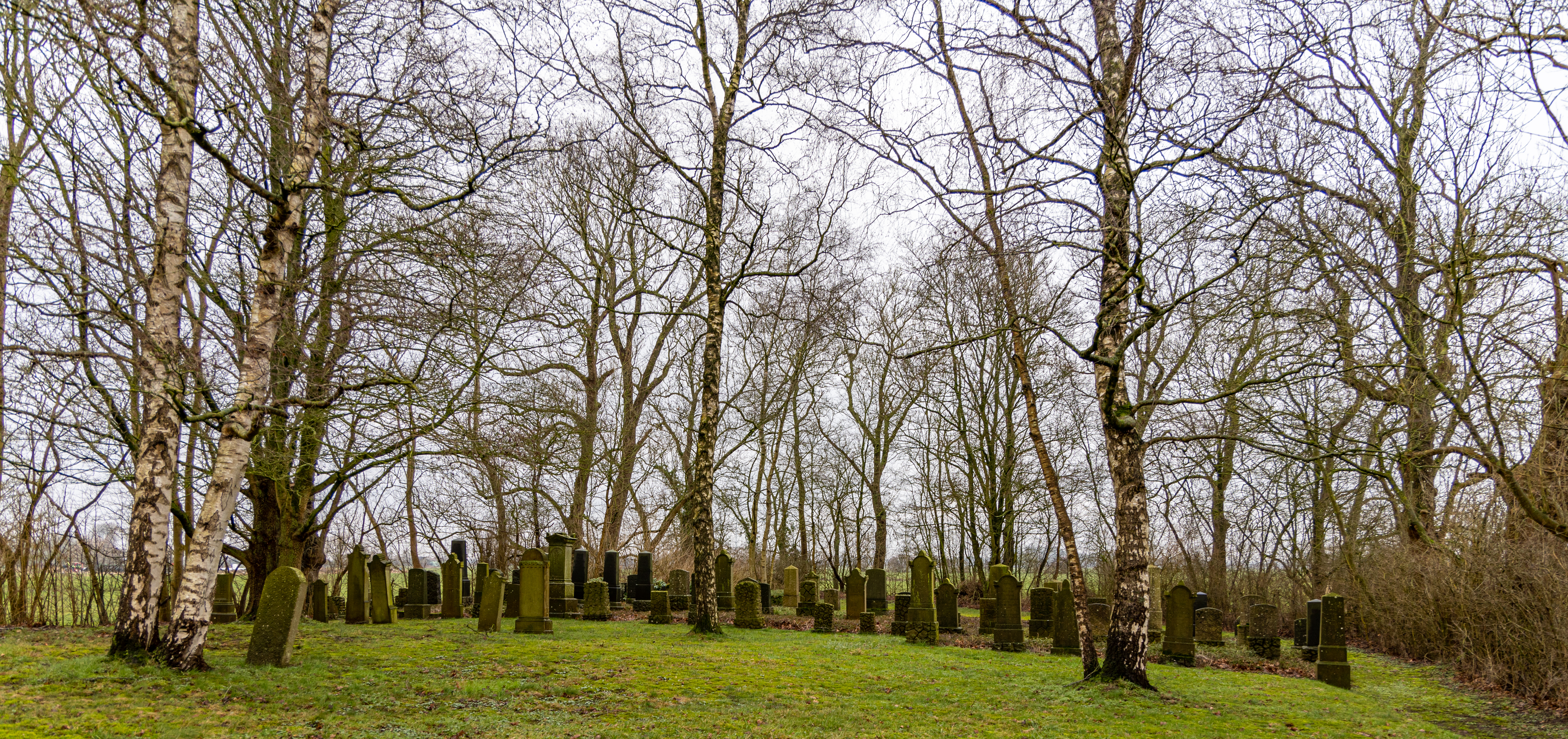
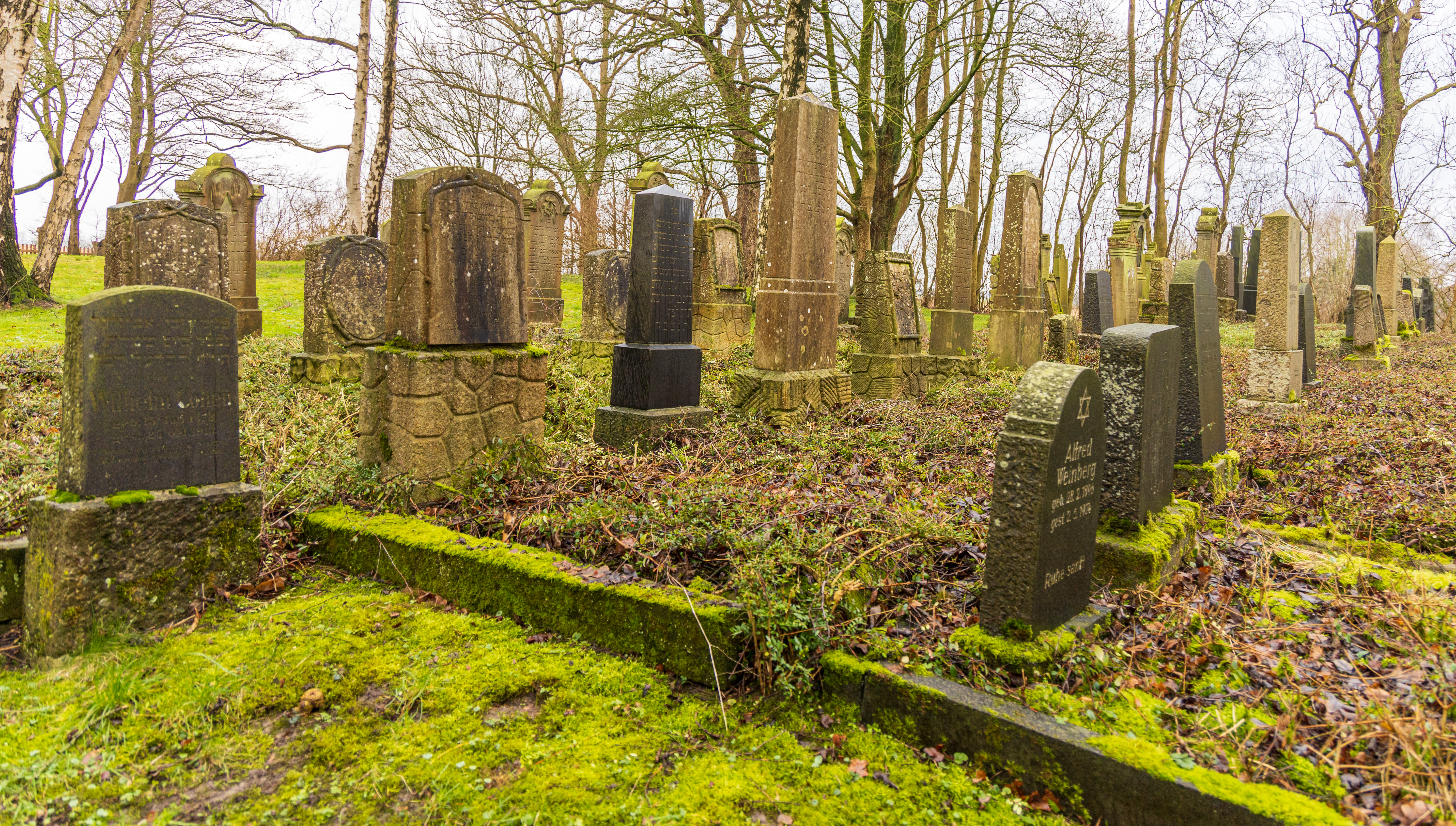
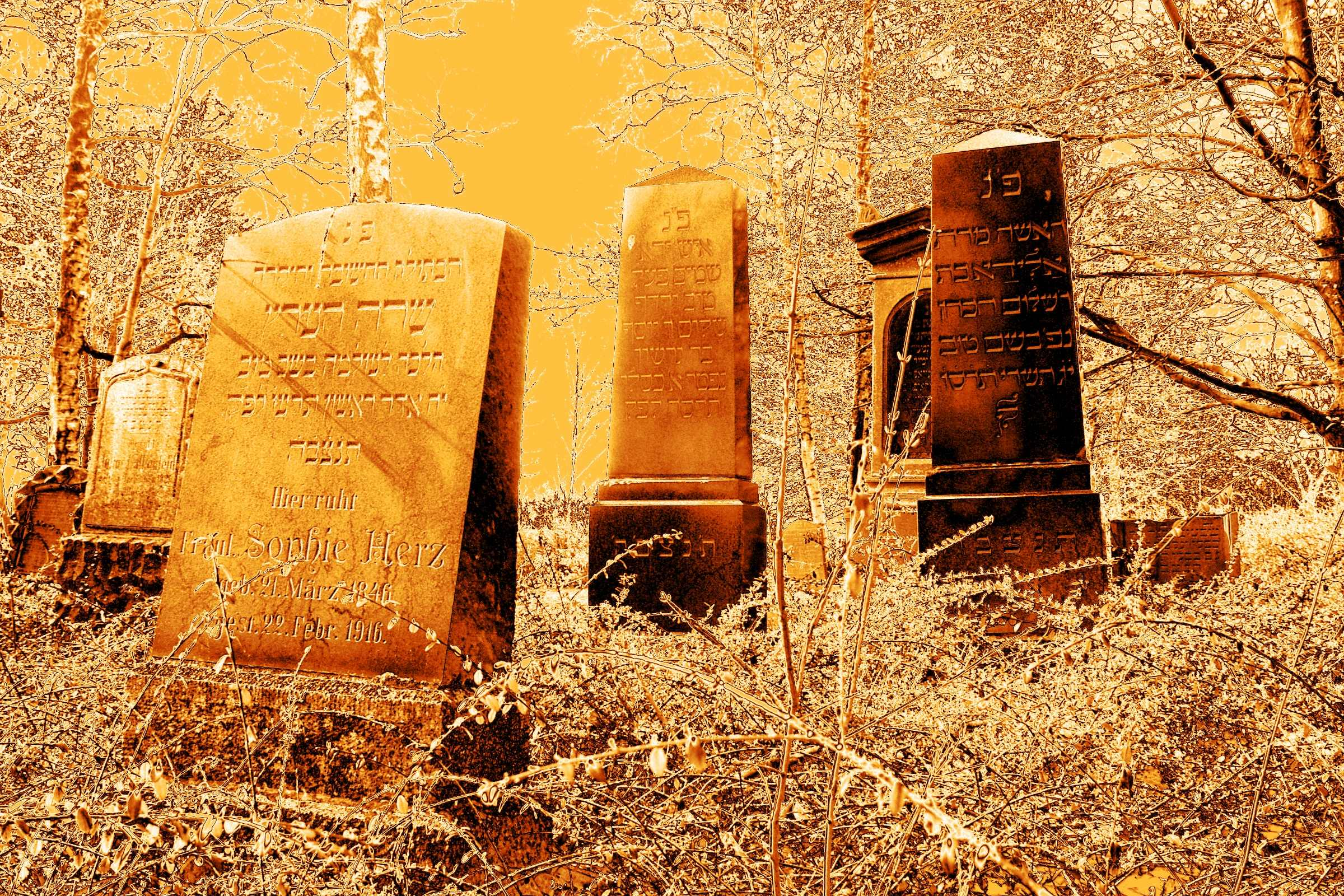